# Cardinàlids
Els Cardinàlids (Cardinalidae) són una família d'ocells de l'ordre dels passeriformes que habiten Amèrica del Nord i del Sud. Els cardenals d'Amèrica del Sud del gènere Paroaria se situen en una altra família: Thraupidae. Antany es classificaven als Emberizidae.

## Morfologia
Són ocells granívors robusts i amb forts becs. Els membres de la família poden fer una mida de 12 - 25 cm de llargària i un pes de 12 - 85 gr. Sol existir un patent dimorfisme sexual. El nom de la família té l'origen en els color vermell del plomatge del mascle de l'espècie tipus, Cardinalis cardinalis, semblant al color de les vestidures dels cardenals catòlics.

## Hàbitat i distribució
Típicament associats amb boscos oberts d'ambdues Amèriques.

## Llista de gèneres
Segons la classificació del Congrés Ornitològic Internacional (versió 11.1, 2021), aquesta família conté 14 gèneres amb 53 espècies:
- Pheucticus, amb 6 espècies.
- Granatellus, amb tres espècies.
- Spiza, amb una espècie: cardenal d'arrossar (Spiza americana).
- Passerina, amb 7 espècies.
- Cyanocompsa, amb una espècie: cardenal atzur (Cyanocompsa parellina).
- Amaurospiza, amb 4 espècies.
- Cyanoloxia, amb 4 espècies.
- Habia, amb 5 espècies.
- Chlorothraupis, amb 4 espècies.
- Piranga, amb 11 espècies.
- Cardinalis, amb tres espècies.
- Caryothraustes, amb dues espècies.
- Rhodothraupis, amb una espècie: cardenal de collar vermell (Rhodothraupis celaeno).
- Periporphyrus, amb una espècie: cardenal negre-i-vermell (Periporphyrus erythromelas).